# Svampförgiftning
Svampförgiftning syftar på konsekvenserna av att ha förtärt giftiga svampar; allt från milt illamående, via leverskador till död. Många svampar innehåller starka gifter som gör dem skadliga för människor. Modern forskning har också visat på förekomsten av skadliga, till och med livsfarliga, ämnen i svampar som tills nyligen ansågs vara goda matsvampar.
Den absolut vanligaste orsaken till svampförgiftning är att en giftig svamp förväxlats med en ätlig. Risken för detta är stor dels för oerfarna svampplockare, dels vid svampplockning i en främmande trakt, där svampfloran skiljer sig från den man känner. Giftiga svampar kan också växa i eller invid ett bestånd av snarlika ätliga svampar. Giftsvamparna i Norden finns främst i vissa svampgrupper, varför risken för förgiftning kan minskas genom att plocka svamp som inte lätt kan förväxlas med giftsvamp.
Flera ätliga svampar måste förvällas innan de kan ätas; de är giftiga, men giftet i dem är vattenlösligt och sköljs ur svampen vid kokning; vattnet blir då giftigt och måste hällas ut innan svampen kan förtäras (giftet kan också avdunsta, varför god ventilation behövs). Flera fall av svampförgiftning har även rapporterats efter förtäring av psykedeliska svampar, röd flugsvamp och andra giftiga svampar, i försök att uppnå en narkotisk effekt. Också icke-giftiga svampar kan vara olämpliga att äta innan de upphettats tillräckligt. Alla sorters svampar, även ej giftproducerande, har också en benägenhet att samla miljögifter.
Giftig svamp kan smaka milt och behöver inte ge omedelbara förgiftningssymtom eller några uppenbara symtom överhuvudtaget. Till exempel märks symptomen efter förtäring av vit flugsvamp först då giftet redan gjort bestående skada och vissa gifter har långsiktig verkan i form av ökad risk för cancer eller minskad fortplantningsförmåga.
Svampförgiftning kan leda till svåra skador och till och med döden, men går oftast att behandla om sjukvård uppsöks redan vid misstanke om förgiftning. I vissa länder finns särskilda nödnummer för giftinformation, till exempel i Finland där Helsingfors universitetscentralsjukhus giftinformationscentral tillhandahåller dygnetruntrådgivning, medan andra länder rekommenderar det allmänna nödnumret (112 inom EU och i många andra länder). I Sverige kan icke-akuta fall bli vidarekopplade till Giftinformationscentralen. Om svamp- eller matrester sparas så kan det utredas vilken svamp och vilket gift som har orsakat förgiftningen.

## Svampgifter
| Namn                           | Finns i bland annat | Symptom uppträder inom | Notering |
| ------------------------------ | --- | ---------------------- | --- |
| Amatoxiner (som amanitin)      | gifthätting, lömsk flugsvamp, vit flugsvamp. | 4 - 24 tim             | Skadar tarmen, njurarna och levern. |
| Arabitol                       | ostronmussling, örsopp |                        | Mag- och tarmbesvär hos överkänsliga individer.                                                                                           |
| Bufotenin                      | mörkringad flugsvamp, vit tuvskivling, vitgul flugsvamp |                        | Främst mag- och tarmbesvär . Nervskadande.                                                                                                |
| Gyromitrin                     | lömsk biskopsmössa, stenmurkla | 5 - 24 tim             | Dödlig. Orsakar illamående och yrsel. Hemolyserande.                                                                                      |
| Ibotensyra                     | brun flugsvamp, panterflugsvamp, röd flugsvamp | 30 min - 4 tim         | Nervskadande. |
| Koprin                         | grå bläcksvamp | 15 min - 7 dygn        | Giftig i kombination med alkohol (Antabuseffekt). Stör fortplantning hos råttor.                                                          |
| Lyophyllin                     | vit tuvskivling | Lång tid               | Carcinogent. |
| Magtarmretande gifter          | blek fingersvamp, blodspindling, bolmörtskivling, djävulssopp, droppmusseron, giftchampinjon, giftkremla, kastanjemusseron, lakritsriska, lömsk fingersvamp, pepparkremla, potatistryffel, pärlchampinjon, senapsfränskivling, svavelgul slöjskivling, svavelmusseron, toppvaxing, vårrödskivling | 30 min - 8 tim         | Samlingsnamn för diverse gifter. |
| Muscimol                       | brun flugsvamp, panterflugsvamp, röd flugsvamp | 30 min - 4 tim         | Skadar nervsystemet |
| Muskarin                       | Alla trådskivlingar, många trattskivlingar | 30 min - 2 tim         | Dödligt nervgift. Orsakar blodtrycksfall                                                                                                  |
| Muskazon                       | brun flugsvamp, panterflugsvamp, röd flugsvamp | 30 min - 4 tim         | Skadar nervsystemet |
| Necatoron                      | svartriska | Lång tid               | Carcinogent. |
| Njurskadande gifter            | gulbandad spindling, gulbrun giftspindling, lokspindling, svavelspindling | 2 - 14 dygn            | Dödliga. Samlingsnamn för diverse gifter.                                                                                                 |
| Orellanin                      | orangebrun giftspindling, toppig giftspindling | 2 - 14 dygn            | Njurskadande. Dödligt. |
| Phallotoxiner (som Phalloidin) | flugsvampar, bl.a. lömsk flugsvamp och vit flugsvamp | 4 - 24 tim             | Kan ge lever- och njursvikt, yrsel, illamående, diarré och hemolys. Besläktat med amatoxiner. Dödliga.                                    |
| Pluggskivlinggifter            | Pluggskivling | 15 min - 2 tim         | Kan ge en kraftig allergisk reaktion |
| Psilocin                       | kantbrokskivling, ringbitterskivling, toppslätskivling | 30 min - 2 tim         | Hallucinogent |
| Psilocybin                     | kantbrokskivling, ringbitterskivling, toppslätskivling | 30 min - 2 tim         | Hallucinogent |
| Toxiska proteiner              | falsk kantarell, honungsskivling, pudrad trattskivling, rodnande fjällskivling, svartriska | 30 min - 8 tim         | Samlingsnamn för diverse gifter. Spjälkas normalt av magsaften. Kan orsaka problem med blodet hos personer med nedsatt magsyreproduktion. |